# Charles Woodson
Charles Cameron Woodson (Fremont, Ohio, 7 de outubro de 1976) é um ex-cornerback de futebol americano. Ele jogou no futebol americano universitário em Michigan, onde ele levou os Wolverines para um campeonato nacional em 1997. Woodson, um "de duas vias jogador" que jogou tanto ataque e defesa, ganhou o Troféu em Heisman Trophy, no mesmo ano, tornando-se o segundo, atrás de Leon Hart of Notre Dame (1949) a ganhar o prêmio.
Considerado um dos melhores jogadores de secundária da sua geração, ele foi eleito para o Hall da Fama do futebol americano em 2021.